# ペンスキー・PC25
ペンスキー・PC25（Penske PC-25）は、ペンスキーがCART用に開発・設計されたオープンホイールレースカーである。1996年にマールボロ・チーム・ペンスキーとホーガン・ペンスキー・レーシングで使用された。設計者はナイジェル・ベネット。

## 開発
ロジャー・ペンスキーは、チーム・ペンスキーが1995年のインディ500の予選に敗れた後、1996年に向けていくつかの変更を行った。PC25と前年型のPC24との違いは、PC25の方が空力特性が優れており、900馬力以上を生み出すメルセデス・ベンツ IC108CV8ターボエンジンを搭載していた。1996年に解決すべき課題はドライバーだった。アメリカ人のアル・アンサーJr.はペンスキーに残留したが、カナダ人のポール・トレーシーがチームに復帰し、チームはブラジル人のエマーソン・フィッティパルディにPC25を与え、そのチームはホーガン・ペンスキー・レーシングとして知られるようになった。

## 歴史

### マールボロ・チーム・ペンスキー
PC25は1996年シーズン開幕戦ホームステッドでデビューし、アンサーJr.はカルロス・ゲレロに接触してフロントウイングを失ったが8位でフィニッシュし、トレーシーはジャンプスタートしたがトランスミッショントラブルでリタイアした。第2戦リオではアンサーJr.が2位、トレーシーはクラッシュしてリタイアした。第3戦サーファーズ・パラダイスではアンサーJr.は9位、トレーシーはクラッシュしてリタイアした。第4戦ロングビーチではアンサーJr.が3位、トレーシーが4位、第5戦ナザレスではアンサーJr.が4位、トレーシーはピットエリアで車を止めた後に3人のペンスキーのメカニックと接触したが5位でフィニッシュした。メカニックたちは大事には至らなかったが病院に搬送された。第6戦ブルックリンではトレーシーが7位、アンサーJr.が8位に終わり、第7戦ミルウォーキーではアンサーJr.が2位、トレーシーが3位となった。ペンスキーの両ドライバーは第8戦デトロイトで接触し、アンサーJr.はリタイアしたがトレーシーはそのままレースを続け、その後激しくクラッシュしたがレースを続け、17位で終えた。第9戦ポートランドではアンサーJr.が4位、トレーシーはサスペンションの破損でリタイアした。第10戦クリーブランドではアンサーJr.が4位、トレーシーが9位で終えた。第11戦トロントではアンサーJr.が13位、トレーシーが5位となった。第13戦レキシントンではトレーシーに代わってデンマーク人のヤン・マグヌッセンが出場し、14位でフィニッシュ。アンサーJr.は残り2周でクラッシュを喫しリタイアした。第14戦エルクハート・レイクではトレーシーが接触しながらも復帰し、12位でフィニッシュ。アンサーJr.は最終ラップでエンジントラブルによりリタイアした。第15戦バンクーバーではアンサーJr.が5位、トレーシーはクラッシュしリタイアした。シーズン最終戦モントレーで、アンサーJr.は16位、トレーシーはクラッシュしリタイアした。
シーズン終了後、ペンスキーは1996年としては異例の状況に陥っていた。ペンスキーはCARTで優勝することができず、PC25とメルセデス・ベンツ IC108Cエンジン、グッドイヤーの組み合わせは、ホンダHRHエンジンとファイアストンとのパッケージを搭載したレイナード・96Iに全く歯が立たなかった。ロジャー・ペンスキーは、1997年シーズンもペンスキー・PC26で自社製マシンを継続することを選択した。

### ホーガン・ペンスキー・レーシング
PC25は1996年シーズン開幕戦ホームステッドでデビューし、フィッティパルディは13位でフィニッシュした。続く第2戦リオで11位となった。フィッティパルディは第3戦サーファーズ・パラダイスでエンジントラブル、グレッグ・ムーアとエマーソンの甥のクリスチャン・フィッティパルディとの接触で破片に当たり、第4戦ロングビーチではサスペンションの損傷が原因でクラッシュを喫するなど2戦連続でリタイアした。フィッティパルディは、第5戦ナザレスで4位、第6戦ブルックリンで10位、第7戦ミルウォーキーで4位となった。フィッティパルディはその後5戦連続でリタイアを喫し、第8戦デトロイトでクラッシュ、第9戦ポートランドでトランスミッショントラブル、第10戦クリーブランドでエンジントラブル、第11戦トロントでクラッシュ、そして第12戦ミシガンでのクラッシュで負傷し、CARTでのシーズンを終えた。チームは第13戦レキシントンを欠場し、残りのシーズンでデンマーク人のヤン・マグヌッセンを起用したが、第14戦エルクハート・レイクでクラッシュ、第15戦バンクーバーで車が炎上する事態に見舞われるなど2戦連続でリタイアした。シーズン最終戦モントレーで、マグヌッセンは8位で終えた。年末、ホーガン・レーシング代表カール・ホーガンは、1997年にレイナード・97Iを投入することを決定した。

## 戦績
| 年     | チーム                           | エンジン                      | タイヤ | ドライバー                     | No. | 1   | 2   | 3   | 4   | 5   | 6   | 7   | 8   | 9   | 10  | 11  | 12  | 13  | 14  | 15  | 16  | ポイント | D.C. |
| ------ | -------------------------------- | ----------------------------- | ------ | ------------------------------ | --- | --- | --- | --- | --- | --- | --- | --- | --- | --- | --- | --- | --- | --- | --- | --- | --- | -------- | ---- |
| 1996年 | マールボロ・チーム・ペンスキー   | メルセデス・ベンツ IC108C V8t | G      |                                |     | MIA | RIO | SFR | LBH | NAZ | 500 | MIL | DET | POR | CLE | TOR | MCH | MDO | ROA | VAN | LAG |          |      |
| 1996年 | マールボロ・チーム・ペンスキー   | メルセデス・ベンツ IC108C V8t | G      | アル・アンサーJr.              | 2   | 8   | 2   | 9   | 3   | 3   | 8   | 2   | 22  | 4   | 4   | 13  | 4   | 13  | 10  | 5   | 16  | 4位      | 125  |
| 1996年 | マールボロ・チーム・ペンスキー   | メルセデス・ベンツ IC108C V8t | G      | ポール・トレーシー             | 3   | 23  | 19  | 22  | 4   | 5   | 7   | 3   | 17  | 27  | 9   | 5   | DNS |     | 12  | 18  | 29  | 13位     | 60   |
| 1996年 | マールボロ・チーム・ペンスキー   | メルセデス・ベンツ IC108C V8t | G      | ヤン・マグヌッセン             | 3   |     |     |     |     |     |     |     |     |     |     |     |     | 14  |     |     |     | 24位     | 5    |
| 1996年 | ホーガン・ペンスキー・レーシング | メルセデス・ベンツ IC108C V8t | G      | ヤン・マグヌッセン             | 9   |     |     |     |     |     |     |     |     |     |     |     |     |     | 26  | 22  | 8   | 24位     | 5    |
| 1996年 | ホーガン・ペンスキー・レーシング | メルセデス・ベンツ IC108C V8t | G      | エマーソン・フィッティパルディ | 9   | 13  | 11  | 25  | 20  | 4   | 10  | 4   | 25  | 20  | 22  | 14  | 25  |     |     |     |     | 19位     | 29   |

- 太字はポールポジション、斜字はファステストラップ。(key)